# Ruskovce (okres Sobrance)
Ruskovce (Hongaars: Törökruszka) is een Slowaakse gemeente in de regio Košice, en maakt deel uit van het district Sobrance.
Ruskovce telt 269 inwoners.